# Zisterzienserinnenabtei Bellerive

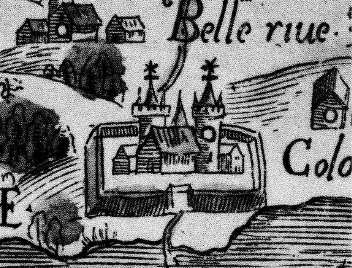
Abbildung des Klosters von 1578

Die Zisterzienserinnenabtei Bellerive war von 1150 bis 1530 ein Kloster der Zisterzienserinnen in Collonge-Bellerive, einer Gemeinde im Kanton Genf in der Schweiz.

## Geschichte
In der Anfangszeit des Zisterzienserordens kam es im 12. Jahrhundert bei der Gründung von Männerklöstern oft zur benachbarten Gründung von Frauenklöstern für die weiblichen Familienangehörigen, die sich ebenfalls berufen fühlten. So erklärt sich unweit des Klosters Bonmont die Gründung des Frauenklosters Bellerive am Genfersee, das später Verstärkung aus der Zisterzienserinnenabtei Le Betton erfuhr. Ab 1530 wurde es von der Genfer Reformation geplündert und zerstört. Das Kloster ist 1578 abgebildet auf der Karte des bernischen Staatsgebiets von Thomas Schöpf. 1950 machte der Schweizer Archäologe Louis Blondel (1885–1967) Grabungen am Ort «Champ l’Abbaye» in Collonge-Bellerive, die 2002 ergänzt wurden.